# TT367
La tombe thébaine TT 367 est située à Cheikh Abd el-Gournah, dans la nécropole thébaine, sur la rive ouest du Nil, face à Louxor en Égypte.
C'est la sépulture de Paser, enfant du Kep, compagnon de Sa Majesté, supérieur des archers, durant le règne d'Amenhotep II (XVIIIe dynastie).